# 安德里亚·莫霍罗维契奇
安德里亚·莫霍罗维契奇（1857年1月23日—1936年12月18日）是著名的克羅埃西亞氣象學家及地震學家，他也是莫氏不連續面的發現者。

## 早期年代

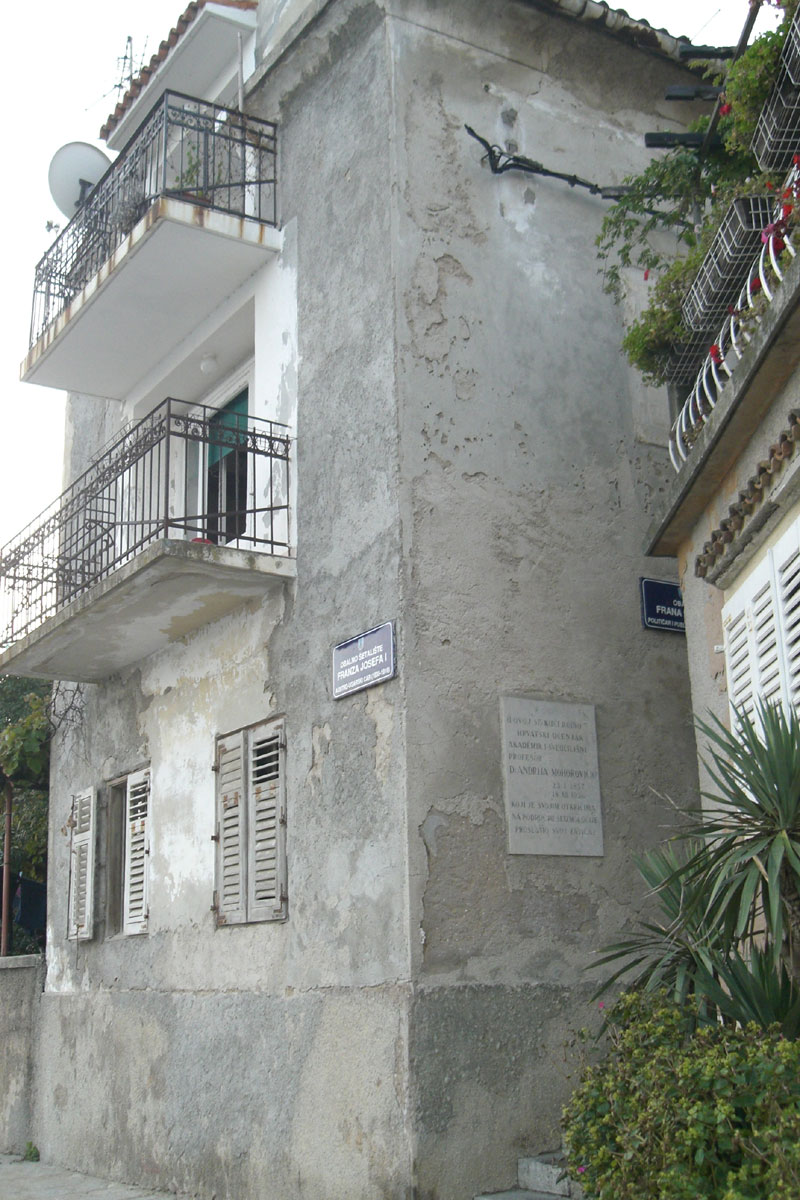
莫霍羅維契奇的出生地。

莫霍羅維契奇出生在欧帕地雅附近的佛羅斯科（Volosko）。他的父親名字也是安德里亞，是製作錨的鐵匠。年輕的莫霍羅維契奇非常喜歡海，和一位船長的女兒 Silvija Verni 結婚，生了四個兒子。
莫霍羅維契奇一開始在他的家鄉受基礎教育，後來到鄰近的城鎮里耶卡就讀文科中學，1875年前往布拉格研讀數學及物理學，科學家恩斯特·馬赫就是他的教授之一。在15歲時莫霍羅維契奇已會義大利文、英文、法文，後來也學會了德文、拉丁文及古希臘文。

## 投身教職
莫霍羅維契奇一開始在札格雷布的體育館擔任教職（1879 -1880），後來到奧西耶克的學校教書。他在1882年到位在 Bakar 的皇家航海學校教書，地點在里耶卡附近，持續九年的時間。1893年起，他成為南斯拉夫科學藝術院的通訊會員，也到札格雷布大學的哲學系教授地球物理學及天文學，一直到1917年為止。1898年他成為南斯拉夫科學藝術院的會員，也是編外講師（private docent）。他在1910年成為大學的領銜助理教授。

## 氣象學的研究
莫霍羅維契奇在 Bakar 的皇家航海學校任教時開始接觸氣象學，他對氣象學感興趣到一個程度，以致於他在1887年建立了地區性的氣象站，後來針對克羅埃西亞及斯洛維尼亞地區的 Observation of Precipitation 機構作系統性的氣象觀察、量測、分析，也製作一些量測或分析時需要的儀器。1891年基於他的要求，他調到札格雷布的學校，在1892年在 Grič 建立氣象站，對全克羅埃西亞地區提供氣象方面的服務，同時也在大學教授地球物理學及天文學。
在1892年莫霍羅維契奇觀測到一個非凡的氣象現象，那就是1892年3月31日位在 Novska 的龍捲風，這個龍捲風捲起13噸火車車廂及50名乘客，丟到50公尺遠的地方。他也觀測1898年在 Cazma 附近的旋風，也研究札格雷布市的氣候。他最後一篇氣象學的論文在1901年發表，提出大氣溫度會隨著高度而遞減。他長年觀察雲所累積的資料成為他學位論文《On the Observation of Clouds, the Daily and Annual Cloud Period in Bakar》的基礎，也使他在1893年得到博士學位。

## 地震學的研究
在1909年10月8日發生了地震，震央在薩格勒布東南方 39 公里的 Pokuplje。之前在附近安裝了許多的地震儀，而這些地震儀在地震中記錄許多寶貴的資料。莫霍羅維契奇認為當地震波行進到二種不同介質的交界面時的，地震波會折射和反射，就像光通過稜鏡的情形一様。而當地震時會出現二種不同的地震波：P波及S波，二種地震波在土壤中以不同的速度前進。
在分析地震儀記錄的資料後，因著地震波的行為，莫霍羅維契奇發現地球的地殼和地函中有一個不連續面，因此提出兩者是由不同的成份所組成，是第一個提出此理論的科學家。莫霍羅維契奇的理論可以解釋地震波在通過特定深度時速度會改變，也可以說明來自地殼的岩石及來自地函的岩石其成份的差異。根據他整理的資料，他認為地殼的深度約有54公里。今天我們知道海洋的地殼約有6-9公里，而陸地的地殼約有25-60公里。地殼及下方地函之間的不連續面稱為「莫氏不連續面」。
後續有關地球內部的研究證實了存在於所有大陸及海洋以下的不連續層。莫霍羅維契奇許多想法都超越他所在的時代，一直到許多年後學者研究地震對建築物的影響、研究深層地震、將地震震央定位、探索地球模型、設計地震儀、利用風能、防範冰雹及進行其他地球科學的研究時，才真正的了解莫霍羅維契奇的思考及觀點。
莫霍羅維契奇在1921年退休。他是20世紀最傑出的地球科學家之一。為紀念他的貢獻，將月球背對地球的一側，一個直徑51公里的隕石坑命名為莫霍羅維契奇。在1996年，8422號小行星也命名為莫霍羅維契奇，其公轉週期5年又48天。克羅埃西亞海軍的一艘教練艦也命名為莫霍羅維契奇。

## 外部連結
- Prominent Istrians - Andrija Mohorovičić （页面存档备份，存于）
- Andrija Mohorovičić （页面存档备份，存于） （克羅埃西亞文）